# Копінг
Копінг (від англ. coping — долати) — психологічна стратегія та спосіб подолання людиною стресової ситуації. Поняття об'єднує когнітивні, емоційні та поведінкові стратегії, які використовуються, щоб впоратися із запитами буденного життя. У психології копінг можна розуміти як розширення (збільшення) свідомого зусилля задля вирішення особистих та міжособистих проблем і намагання опанувати, мінімізувати або переносити стрес чи конфлікт. Ефективність копінгових зусиль (копінгу) залежить від типу стресу і/або конфлікту, індивідуальних особливостей кожної окремої людини та обставин.
Всесвітнє визнання теорія «копінгу» отримала в межах трансакційної теорії стресу завдяки американському психологу Р. Лазарусу, після виходу його книги «Psychological stress and the coping process» 1966 р., в якій він досліджував особливості формування та підтримування сталих патернів функціонування під дією стресу.
Одним із способів застосування цієї стратегії є створення копінг-карток для формування навички раціонального мислення.

## Типові методи

### Стратегія вирішення проблем
Активна поведінкова стратегія, відповідно до якої людина прагне використовувати всі наявні особистісні ресурси для пошуку можливих способів ефективного вирішення проблеми. Основою для такого типу подолання, є його реактивність, коли реакція-відповідь слідує як реакція на стресор. Прогнозування та реагування на майбутній стресор, власне є проактивним орієнтованим на майбутнє;

### Стратегія пошуку соціальної підтримки
Активна поведінкова стратегія, відповідно до якої людина для ефективного вирішення проблеми звертається за допомогою та підтримкою до навколишнього середовища: сім'ї, друзів, значущих інших;

### Стратегія уникнення
Поведінкова стратегія, відповідно до якої людина прагне ухилитись від контакту з довколишньою дійсністю, відійти від вирішення проблем. Людина може використовувати пасивні способи уникнення, наприклад, занурення в хворобу або вживання алкоголю, наркотиків тощо. Має адекватний або неадекватний характер залежно від конкретної стресової ситуації, віку і стану ресурсної системи особистості. Варіантом цієї ж стратегії є коли людина може намагатися змиритися з ситуацією, прийняти її як неминучу, вчитися співіснувати з новими обставинами, які неможливо розв'язати об'єктивно, приймаючи їх як частину свого життя. У психологічній практиці подібна поведінка оцінюється як найбільш продуктивна в ситуаціях втрати (як-то смерть когось з близьких, втрата здоров'я тощо). В таких ситуаціях зусилля спрямовані на зміну власного ставлення до ситуації з врахуванням негативних обставин, що оцінюються як незворотні. Стратегія стає однією з провідних поведінкових стратегій при формуванні адиктивної поведінки, при цьому формується тенденція до зняття, уникання емоційної напруги, яка виникає у стресових ситуаціях шляхом психофармакологічної редукції.